# Gare de Solymár
La gare de Solymár (en hongrois : Solymár vasútállomás) est une halte ferroviaire hongroise, située à Solymár.